# Джойнер, Лиза
Ли́за Мари́ Джо́йнер (англ. Lisa Marie Joyner; род. 31 декабря 1966, Балтимор, Мэриленд, США) — американская журналистка, телеведущая.

## Биография
Лиза Мари Джойнер родилась 31 декабря 1966 года в Балтиморе (штат Мэриленд, США) и выросла в семье приёмных родителей, но когда ей было 30 лет она познакомилась со своими биологическими родителями.
Лиза начала свою журналистскую карьеру в конце 1990-х годов. Джойнер также снялась в 8 фильмах и телесериалах, но в основном все её персонажи — это журналистки.
С 16 июня 2007 года Лиза замужем за актёром Джоном Крайером (род. 1965). У супругов есть приёмная дочь — Дейзи Крайер (род. 11.08.2009).